# دايموند جون
دايموند غارفيلد جون (بالإنجليزية: Daymond John)‏  (23 فبراير 1969) رجل أعمال أمريكي، مستثمر، شخصية تلفزيونية، ومؤلف ويعتبر المؤسس والرئيس التنفيذي لشركة فوبو.